# Podalyria retzii
Podalyria retzii là một loài thực vật có hoa trong họ Đậu. Loài này được (J.F. Gmel.) Rickett & Stafleu miêu tả khoa học đầu tiên năm 1959.